# کنگرگون
کنگرگون گیاهی است علفی از راستهٔ گل‌های ساعت (Ranunculales)، تیرهٔ آلاله‌ها (Ranunculaceae)، جنس خربق (Helleborus).
کنگرگون برگ‌های نوک‌تیز و بریده شبیه به کنگر دارد. برخی منابع آن را از تیرهٔ پای خرسیان (آکانتاسه) دانسته‌اند.

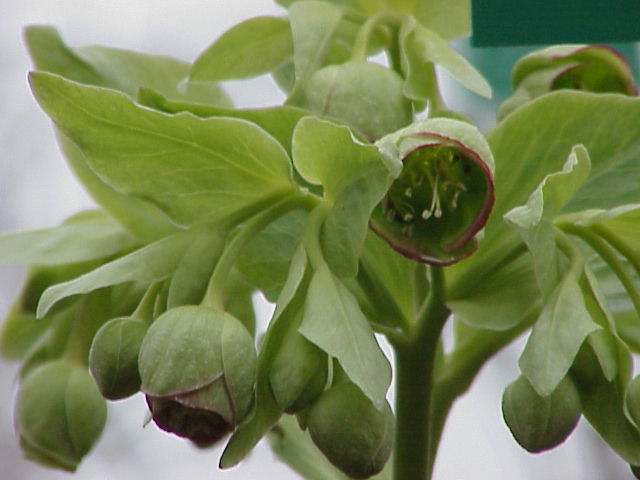
گل‌ها